# HD 189733 b

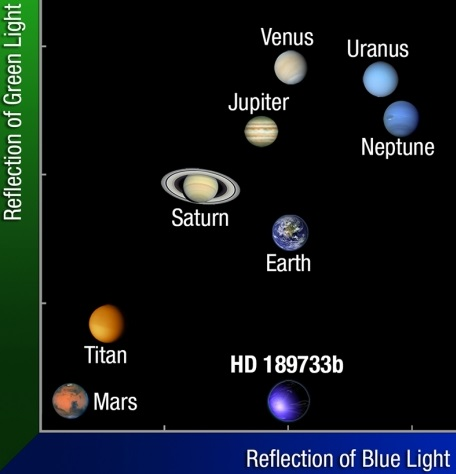
Vergleich der Farben im Sonnensystem und HD 189733 b

HD 189733 b ist die Bezeichnung des ersten Exoplaneten, auf dem Methan-Gas nachgewiesen worden ist. Er umkreist den Hauptreihenstern HD 189733, der etwa 64 Lichtjahre von unserem Sonnensystem entfernt ist. Der Planet besitzt weder einen Mond mit einem Radius von mehr als 0,8 Erdradien noch ein Ringsystem wie der Saturn.
Am 11. Oktober 2005 wurde der Riesenplanet bei HD 189733 im Sternbild Vulpecula mit Hilfe des Astrometrie-Satelliten Hipparcos entdeckt. Außerdem wurde der Planet am 21. Februar 2006 vom Infrarot-Teleskop Spitzer untersucht. Er eignet sich vor allem deshalb so gut für Untersuchungen zur Atmosphärenzusammensetzung, weil er von der Erde aus gesehen die Sonnenscheibe seines Heimatsterns quert. Als einer der sonnennächsten Transitplaneten ist er daher besonders gut untersuchbar.
HD 189733 b umkreist seinen Stern in einem Abstand von 0,0312 (± 0,0004) AE und umrundet seinen Mutterstern einmal in nur 2 Tagen. Die Oberflächentemperatur des Planeten liegt bei über 1000 Grad Celsius.
Am 9. Dezember 2008 gab die NASA bekannt, dass auch Wasserdampf, Kohlenstoffdioxid und Kohlenstoffmonoxid nachgewiesen werden konnten. Dies gilt als wichtiger Schritt auf dem Weg zum Nachweis weiterer chemischer Verbindungen, die möglicherweise von Lebewesen beeinflusst werden oder beeinflusst worden sind, wie die NASA mitteilt.
Im März 2010 wurden Transitbeobachtungen durchgeführt, die zeigten, dass aus der Exosphäre des Planeten atomarer Wasserstoff im Bereich von 1 bis 100 Kilotonnen pro Sekunde in den Weltraum entweicht. HD 189733 b ist nach HD 209458 b der zweite extrasolare Planet, bei dem dieses atmosphärische Phänomen entdeckt wurde.
Am 11. Juli 2013 berichtete die NASA, dass man durch Beobachtungen mit dem Weltraumteleskop Hubble zum ersten Mal die tatsächliche Farbe eines Exoplaneten bestimmt habe. HD 189733 b ist demnach tiefblau gefärbt und erscheint somit einem menschlichen Betrachter farblich recht erdähnlich. Allerdings wird diese Farbe vermutlich durch Lichtreflexionen winziger Glaspartikel hervorgerufen, die getrieben durch heftige Winde mit einer Geschwindigkeit von bis zu 7000 km/h durch die Atmosphäre fliegen. Den Glassplitterregen mit extrem hohen Windgeschwindigkeiten bezeichnete die NASA als „Rains of Terror“.